# Thomas Noel (2e vicomte Wentworth)
Thomas Noel, 2e vicomte Wentworth (18 novembre 1745-17 avril 1815) est un homme politique britannique qui accède à une pairie avant de pouvoir prendre son siège à la Chambre des communes, après avoir été élu en 1774.

## Biographie
Il est le fils unique d'Edward Noel (1er vicomte Wentworth) et de son épouse, Judith Lamb, fille de William Lamb de Wellesborough, Leicestershire. Il fait ses études au Collège d'Eton et, après s'être inscrit au Brasenose College d'Oxford le 4 novembre 1763, obtient sa maîtrise le 29 avril 1766.
Aux Élections générales britanniques de 1774, Noel est élu pour le Leicestershire comme député. Cependant, il doit quitter les Communes dans un délai d'un mois lorsqu'il accède à la pairie à la mort de son père le 31 octobre.
Le 2 février 1788, il épouse Mary, comtesse douairière Ligonier, fille de Robert Henley (1er comte de Northington) et veuve d'Edward Ligonier (1er comte Ligonier) de la deuxième création. Le couple n'a aucun enfant, bien que Wentworth ait engendré un fils illégitime, Thomas Noel (1774–1853), qui devient recteur de Kirkby Mallory. Là, il dirige la cérémonie de mariage de sa cousine, Anne Isabella, avec Lord Byron en 1815.
À sa mort en 1815, la vicomté de Lord Wentworth s'éteint, tandis que la baronnie de Wentworth reste en suspens entre son neveu, Nathaniel Curzon (plus tard Lord Curzon) et sa sœur, Judith et sa fille Anne. Lorsque Judith est décédée en 1822, et que Lord Curzon est décédé sans héritiers en 1856, la suspension prend fin en faveur d'Anne.